# Bill White

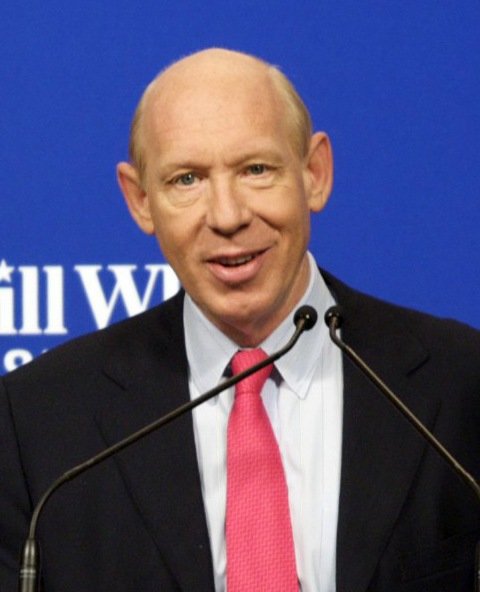
Bill White

William Howard White  mais conhecido como Bill White (nascido em 16 de junho de 1954) é um político norte-americano membro do Partido Democrata com base eleitoral no Texas, foi o 60º prefeito ocupando o cargo de prefeito de Houston entre 2 de janeiro de 2004 a 2 de janeiro de 2010, foi também durante o mandato do presidente Bill Clinton secretário adjundo de energia dos Estados Unidos.
White foi candidato a governador do Texas em 2010, venceu a primária democrata com 76% dos votos, em 2 de novembro de 2010 White obteve 2.102.666 votos cerca de 42,28% dos votos, foi derrotado pelo republicano Rick Perry que obteve 2.733.784 votos cerca de 55,2% dos votos.